# Peter Coyote
Peter Coyote, nato Robert Peter Cohon (New York, 10 ottobre 1941), è un attore statunitense.

## Biografia
Di genitori ebrei - il padre, investitore finanziario di origini sefardite, e la madre ashkenazita - si trasferì per frequentare il college prima in Iowa (Letteratura inglese al Grinnell College, laurea conseguita nel 1964), poi in California (master in Scrittura creativa alla San Francisco State University). Da studente visse attivamente gli anni della contestazione. Fu uno dei fondatori dei Diggers, gruppo teatrale anarchico che propugnava l'idea del consumismo libero, esente dall'obbligo del denaro.
Negli anni settanta divenne attore teatrale professionista, e nei primi anni ottanta si avvicinò alla televisione e al cinema, ottenendo il primo successo internazionale partecipando a E.T. l'extra-terrestre (1982), diretto da Steven Spielberg. Nel 1993 partecipò al film Kika - Un corpo in prestito diretto da Pedro Almodóvar e nel 2008 in Il dottor Dolittle 4.
Ha due figli, nati dal suo primo matrimonio con Marilyn McCann durato dal 1977 al 1998. Dal 1998 è sposato con Stefanie Pleet.

## Filmografia parziale

### Cinema
- I guerrieri della palude silenziosa (Southern Comfort), regia di Walter Hill (1981)
- E.T. l'extra-terrestre (E.T. the Extra-Terrestrial), regia di Steven Spielberg (1982)
- L'esperimento (Endangered Species), regia di Alan Rudolph (1982)
- La foresta silenziosa (Cross Creek), regia di Martin Ritt (1983)
- Baci per un amante sconosciuto (Strangers Kiss), regia di Matthew Chapman (1983)
- Una storia a Los Angeles (Heartbreakers), regia di Bobby Roth (1984)
- La leggenda di Billie Jean  (The Legend of Billie Jean), regia di Matthew Robbins (1985)
- Doppio taglio (Jagged Edge), regia di Richard Marquand (1985)
- Il navigatore nel tempo (Time Flyer), regia di Mark Rosman (1985)
- Un uomo innamorato (Un homme amoureux), regia di Diane Kurys (1987)
- Una fortuna sfacciata (Outrageous Fortune), regia di Arthur Hiller (1987)
- Urla di mezzanotte (Heart of Midnight), regia di Matthew Chapman (1988)
- L'infiltrato (The Man Inside), regia di Bobby Roth (1990)
- Arte mortale (A Grande Arte), regia di Walter Salles (1991)
- Luna di fiele (Bitter Moon), regia di Roman Polański (1992)
- Kika - Un corpo in prestito (Kika), regia di Pedro Almodóvar (1993)
- Moonlight & Valentino (Moonlight and Valentino), regia di David Anspaugh (1995)
- Specchio della memoria (Unforgettable), regia di John Dahl (1996)
- Sulle tracce del testimone (Road Ends), regia di Rick King (1997)
- Top of the World, regia di Sidney J. Furie (1997)
- Sfera (Sphere), regia di Barry Levinson (1998)
- Il seme del dubbio (Seeds of Doubt), regia di Peter Foldy (1998)
- Patch Adams, regia di Tom Shadyac (1998)
- Destini incrociati (Random Hearts), regia di Sydney Pollack (1999)
- Erin Brockovich - Forte come la verità (Erin Brockovich), regia di Steven Soderbergh (2000)
- Jack the Dog, regia di Bobby Roth (2001)
- I passi dell'amore - A Walk to Remember (A Walk to Remember), regia di Adam Shankman (2002)
- Femme fatale, regia di Brian De Palma (2002)
- A Time for Dancing, regia di Peter Gilbert (2002)
- Bon Voyage, regia di Jean-Paul Rappeneau (2003)
- Deepwater, regia di David S. Marfield (2005)
- Dietro le linee nemiche II - L'asse del male (Behind Enemy Lines II: Axis of Evil), regia di James Dodson (2006)
- La rivincita del campione (Resurrecting the Champ), regia di Rod Lurie (2007)
- 5 dollari al giorno ($5 a Day), regia di Nigel Cole (2008)
- Il prezzo della gloria (La Rançon de la glorie), regia di Xavier Beauvois (2014)
- A un miglio da te (1 Mile to You), regia di Leif Tilden (2017)
- The Girl Who Believes in Miracles, regia di Rich Correll (2021)

### Televisione
- Navigatore nel tempo (The Blue Yonder), regia di Mark Rosman – film TV (1985)
- I viaggiatori delle tenebre (The Hitchhiker) – serie TV, episodio 3x11 (1986)
- Gli insospettabili (Echoes in the Darkness), regia di Glenn Jordan – film TV (1987)
- Ai confini della realtà (The Twilight Zone) – serie TV, episodio 1x56 (1986)
- Baja Oklahoma, regia di Bobby Roth – film TV (1988)
- Fallen Angels – serie TV, episodio 2x02 (1995)
- Route 9, regia di David Mackay – film TV (1998)
- Occhi indiscreti (Indiscreet), regia di Marc Bienstock – film TV (1998)
- Execution of Justice - Il giustiziere (Execution of Justice), regia di Leon Ichaso – film TV (1999)
- Un segreto dal passato (A Murder on Shadow Mountain), regia di Dick Lowry – film TV (1999)
- Phenomenon 2, regia di Ken Olin – film TV (2003)
- 4400 (The 4400) – serie TV, 12 episodi (2004-2006)
- The Inside – serie TV, 13 episodi (2005)
- Una donna alla Casa Bianca (Commander in Chief) – serie TV, 7 episodi (2005-2006)
- NCIS - Unità anticrimine (NCIS: Naval Criminal Investigative Service) – serie TV, episodio 6x11 (2008)
- FlashForward – serie TV, episodi 1x05-1x20 (2009-2010)
- Law & Order: LA – serie TV, 8 episodi (2010-2011)
- Perception – serie TV, 4 episodi (2014-2015)
- Sfida al presidente - The Comey Rule (The Comey Rule) – miniserie TV, 2 puntate (2020)

## Doppiatori italiani
Nelle versioni in italiano delle opere in cui ha recitato, Peter Coyote è stato doppiato da:
- Gino La Monica in La foresta silenziosa, Urla di mezzanotte, Sfera, Femme fatale, The Inside, Dietro le linee nemiche II - L'asse del male, Perception
- Dario Penne in E.T. l'extra-terrestre, Tutte le strade portano a casa, 4400, Deepwater, Law & Order: LA
- Sergio Di Stefano in Erin Brockovich - Forte come la verità, Midwives, Bon voyage, Una donna alla Casa Bianca, Brothers & Sisters - Segreti di famiglia
- Rodolfo Bianchi in Baja Oklahoma, Kika - Un corpo in prestito, FlashForward
- Michele Gammino in Luna di fiele, A Time for Dancing
- Ambrogio Colombo in Route 9, Execution of Justice - Il giustiziere
- Giorgio Lopez in Doppio taglio, Perception
- Rino Bolognesi ne I guerrieri della palude silenziosa
- Michele Kalamera in Buffalo Girls
- Claudio Sorrentino in Navigatore nel tempo
- Paolo Poiret in Una fortuna sfacciata
- Paolo Maria Scalondro in Codice violato
- Saverio Indrio in Specchio della memoria
- Luca Biagini in Sulle tracce del testimone
- Luca Violini in Top of the World - Il casinò della paura
- Mauro Bosco in Occhi indiscreti
- Massimo Corvo ne I passi dell'amore
- Oreste Rizzini in Phenomenon II
- Massimo Gentile in 5 dollari al giorno
- Claudio Parachinetto in Law & Order: Criminal Intent
- Paolo Marchese in NCIS - Unità anticrimine
- Gianni Gaude ne Il prezzo della gloria
- Oliviero Dinelli in A un miglio da te
- Angelo Nicotra in Blue Bloods
- Enrico Di Troia in Spielberg[3]
- Andrea De Manincor in The Girl Who Believes in Miracles
- Roberto Pedicini in E.T. l'extra-terrestre (ridoppiaggio)